# Collomia linearis
Collomia linearis là một loài thực vật có hoa trong họ Polemoniaceae. Loài này được Nutt. mô tả khoa học đầu tiên năm 1818.

## Hình ảnh

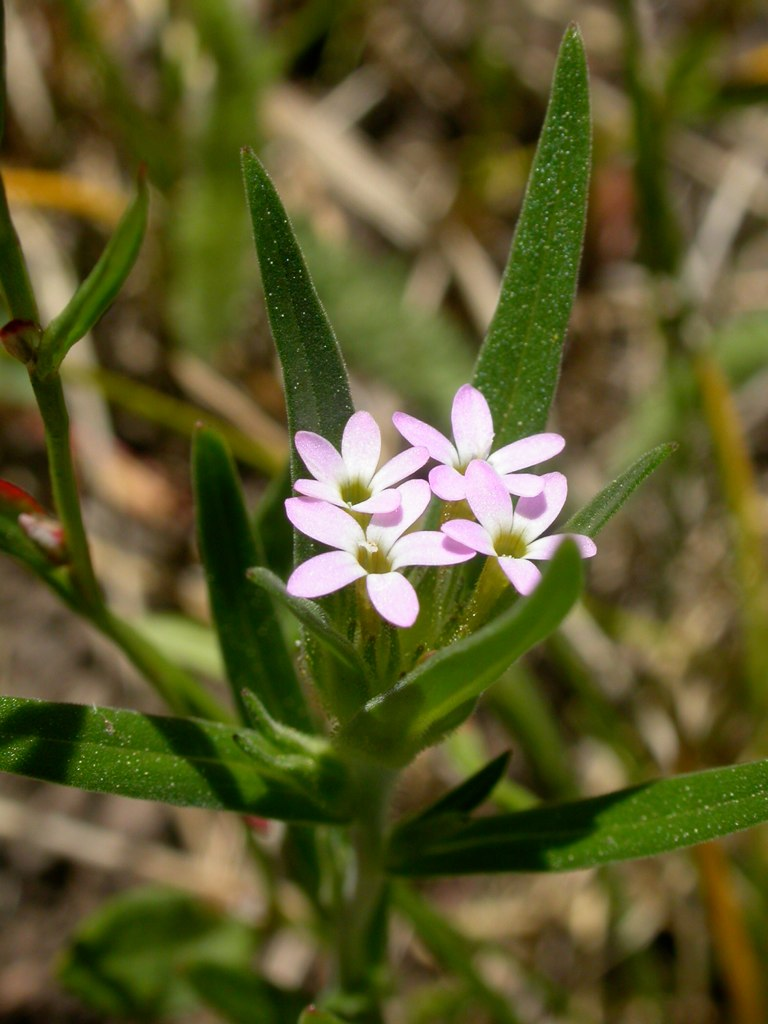
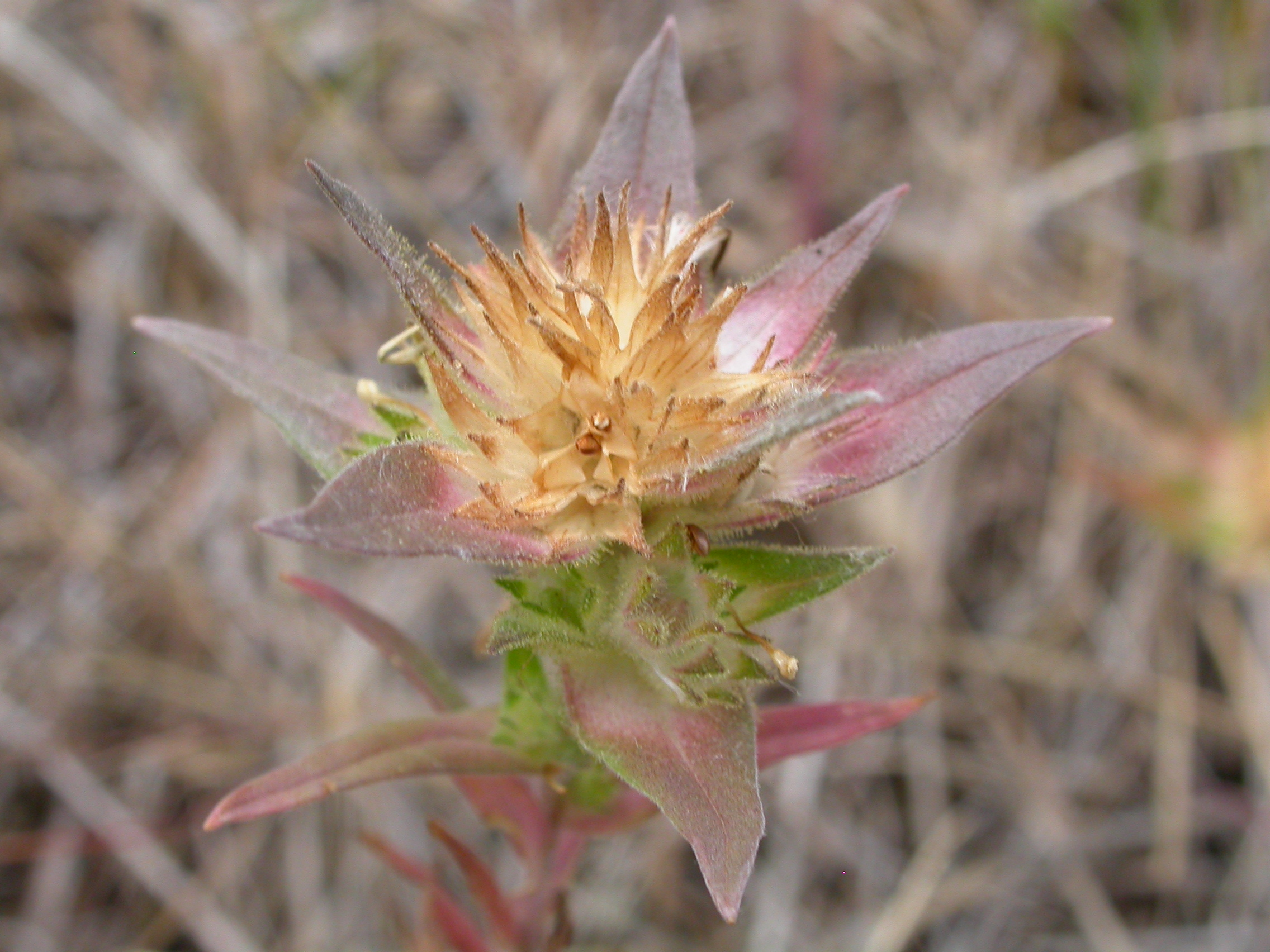
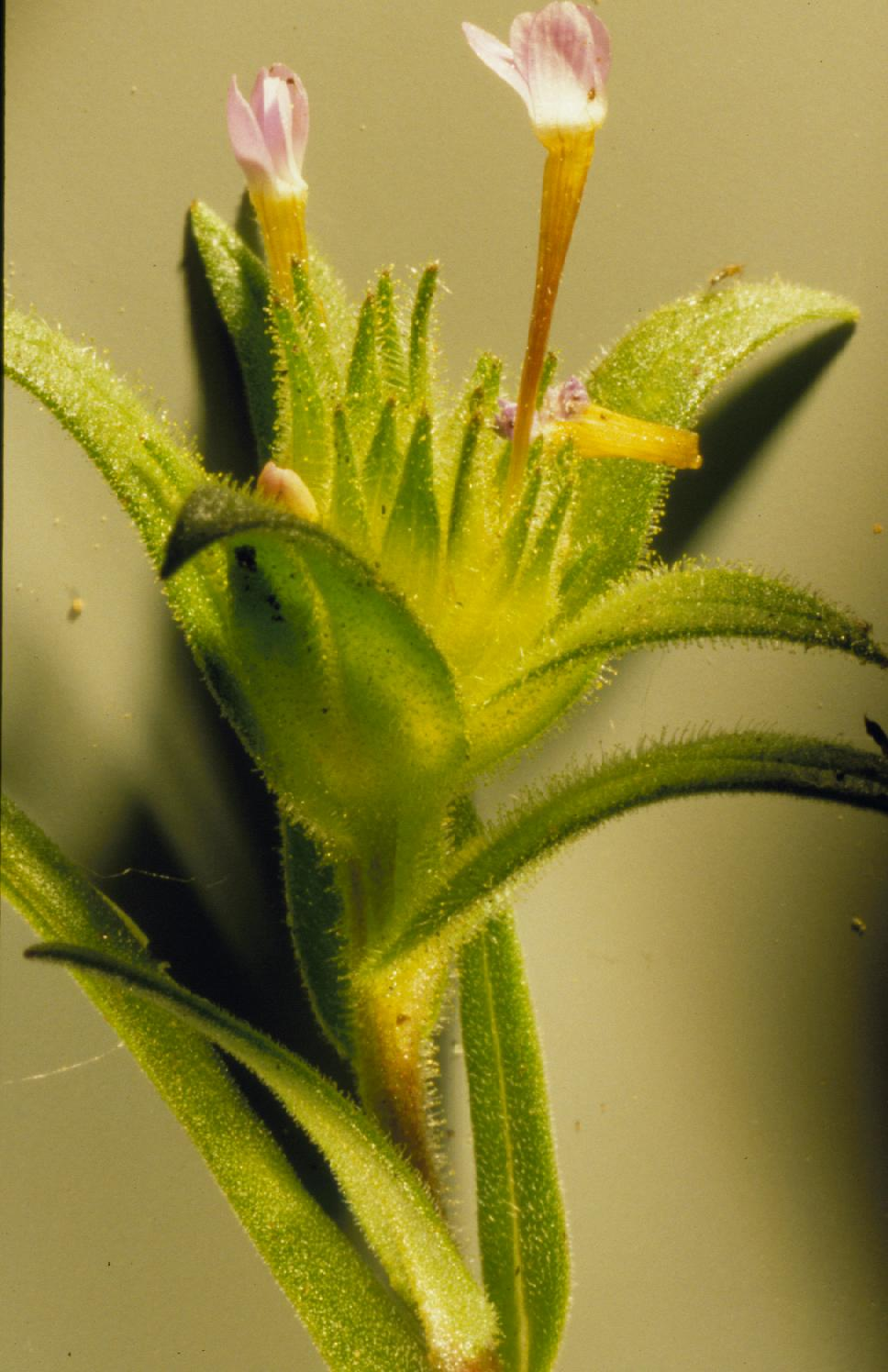
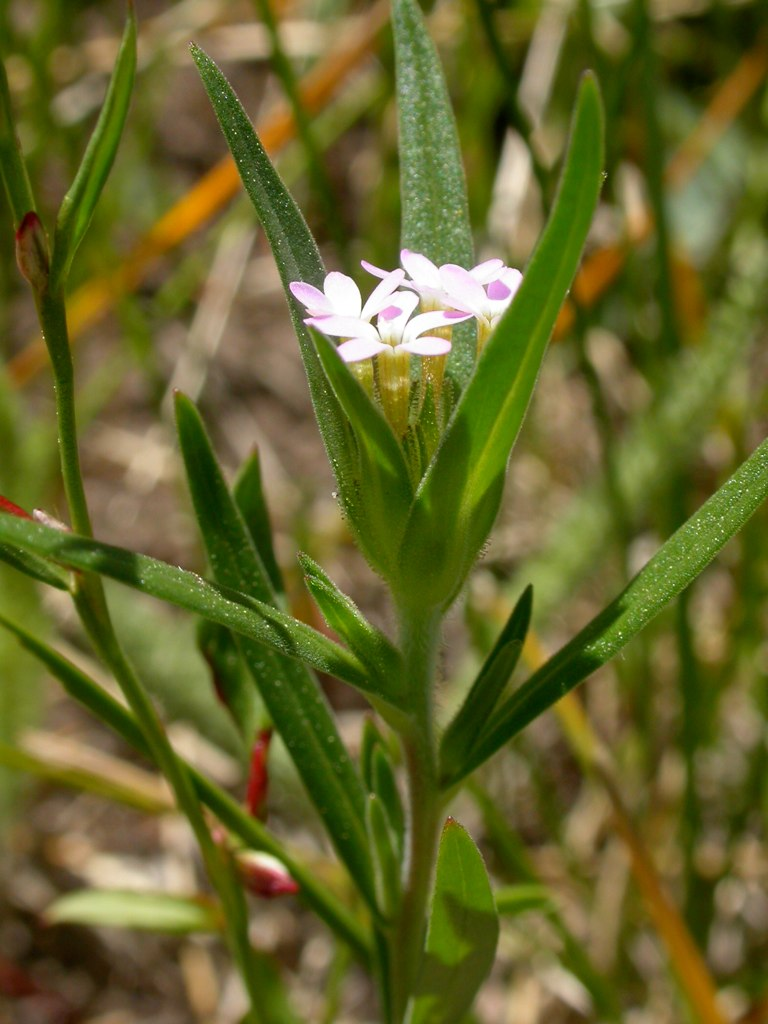